# Svenska Grönlandsexpeditionen 1870
Svenska Grönlandsexpeditionen 1870 var en polarexpedition till Grönland, som organiserades och leddes av Adolf Erik Nordenskiöld sommaren 1870, med en efterföljare 1871.
Syftet var ursprungligen att bekanta sig med grönländska hundar och eventuellt införskaffa sådana för en planerad slädfärd från Sjuöarna i norra Svalbard till Nordpolen på nästa Spetsbergenexpedition, men utökades med några mindre vetenskapliga uppdrag som att insamla fossiler. Expeditionen bekostades av Oscar Dickson.
Den vetenskapliga gruppen bestod av botanikern Sven Berggren, geologen Theodor Nordström och bergmästaren Per Öberg.
Expeditionen seglade till Grönland den 15 maj från Köpenhamn med briggen Hvalfisken, ett fartyg som varje sommarsäsong gjorde en eller två turer till Grönland. På Grönland tog sig expeditionen till Egedesminde vid Diskobukten med ett av Handelskompaniets fartyg. Där köpte de en valbåt och lånade en andra, samt bemannade dem.
Vid Ovifak på Diskoön påträffade expeditionen 15 block av nickelhaltigt järn. Det största blocket som vägde omkring 22 ton finns numera på Naturhistoriska riksmuseet. Två mindre, vägande 6,5 respektive 4 ton överlämnades till Köpenhamns respektive Helsingfors universitet. Man trodde ursprungligen att dessa block var meteoriter. Man hade dock redan vid undersökningen konstaterat att basalten på ön innehöll mindre mängder gediget järn. Nya undersökningar av Knud Steenstrup bekräftade detta, och efter förnyade metallografiska undersökningar av Carl Benedicks 1910 har blockens ursprung i den ovanliga berggrunden bekräftats.
Nordenskiöld bedömde att användande av grönlandshundar inte var lämpligt för den planerade Nordpolsfärden. Sällskapet återvände från Godthavn på Diskoön den 18 september med fartyget Rjukan. De anlände till Kleven i Norge den 11 november och efter vidare ångbåtsfärd till Göteborg den 17 november.
Följande sommar gjordes en uppföljningexpedition med kanonbåten Ingegerd och briggen Gladan med Fredrik von Otter som befälhavare, för att från Diskoön hämta den så kallade Nordenskiöldska järnmeteoriten. Botanikern Thore Fries och zoologen Josua Lindahl följde med på denna expedition.
Det finns etnografiska och arkeologiska samlingar från expeditionen på Etnografiska museet, Stockholm.